# ايزكيل بالا
ايزكيل بالا (بالإنجليزية: Ezekiel Bala)‏ (8 أبريل 1987 في نيجيريا - ) هو لاعب كرة قدم نيجيري في مركز الهجوم. شارك مع منتخب نيجيريا تحت 20 سنة لكرة القدم. أما مع النوادي، فقد لعب مع نادي لين وÅlgård FK ‏ وRandaberg IL ‏ وNybergsund IL-Trysil ‏ ونادي برينه.

## وصلات خارجية
- ايزكيل بالا على موقع الاتحاد الدولي (مؤرشف)  (الإنجليزية)
- ايزكيل بالا على موقع قاعدة بيانات كرة القدم.إي يو (الإنجليزية)
- ايزكيل بالا على موقع Soccerway.com (الإنجليزية)